# Robert J. Litt
Robert J. Litt est un ingénieur du son américain. Il a été nommé pour trois Oscars dans la catégorie Oscar du meilleur mixage de son. Il a travaillé sur plus de 160 films entre 1964 et 2000.

## Filmographie partielle
- Mississippi Burning (1988)[1]
- The Shawshank Redemption (1994)[2]
- The Green Mile (1999)[3]